# HD 1677
HD1677 є хімічно пекулярною зорею спектрального класу
A2 й має видиму зоряну величину в
смузі V приблизно  7.4.
.